# Spilophorus plagosus
Spilophorus plagosus är en skalbaggsart. Spilophorus plagosus ingår i släktet Spilophorus, och familjen Cetoniidae. Inga underarter finns listade.